# 29. октобар
29. октобар (29.10.) је 302. дан године по грегоријанском календару (303. у преступној години). До краја године има још 63 дана.

## Догађаји
- 588 — Тежак земљотрес погодио Антиохију, један од највећих градова Источноримског царства.
- 1814 — Први парни ратни брод „Фултон“, који је конструисао Роберт Фултон, поринут у њујоршкој луци.
- 1881 — У Јапану основана прва национална политичка странка.
- 1888 — У Цариграду потписана Конвенција о Суецком каналу, према којој „канал треба да буде слободан и отворен, за време рата и у време мира, за све трговачке и ратне бродове, без обзира на разлике у заставама“.
- 1918 — Хрватски сабор после распада Аустроугарске у Првом светском рату прогласио раскид државно-правног односа с Хабзбуршком монархијом и прогласио приступање Хрватске Краљевини Срба, Хрвата и Словенаца.
- 1923 — Турска је проглашена републиком након распада Османског царства.
- 1929 — Крах Њујоршке берзе, познат као „црни уторак“, означио почетак велике кризе која је уздрмала темеље америчке привреде, а касније се проширила на цео свет. Индустријска производња пала у развијеним земљама на ниво са почетка века, а без посла остало 26 милиона људи.
- 1941 — У Осијеку су усташе стрељале шесторицу Јевреја због давања прилога за "Црвену помоћ"
- 1956 — Нападом израелске војске на Синајско полуострво је почела Суецка криза.
- 1961 — Сирија је иступила из Уједињене Арапске Републике.
- 1964 — Уједињена Република Тангањика, Занзибар и Пемба променила назив у Танзанија.
- 1969 — Студент Универзитета Калифорније је послао прву поруку на Арпанету, претечи Интернета, према рачунару на Станфорском истраживачком институту.
- 1996 — У Бечу одржана аукција око 8.000 слика, скулптура и осталих уметничких дела која су од аустријских Јевреја у Другом светском рату отели аустријски и немачки нацисти. Приход додељен људима који су преживели холокауст.
- 1998 —
  - Комисија за истину Јужне Африке предала извештај председнику Нелсону Мандели у ком су бивши председник Бота, Манделина бивша супруга Вини, Бутелези и Афрички национални конгрес оптужени за кршење људских права.
  - Ветеран америчке астронаутике Џон Глен у 77. години спејс-шатлом „Дискавери“ поново полетео у космос, 36 година после своје прве космичке мисије.
- 1999 — Ирански председник Мухамед Хатами завршио посету Паризу, прву од 1979, а током које је апеловао на глобалну толеранцију и боље повезивање са Западом.
- 2000 — Више од 30.000 људи демонстрирало против неонациста у немачком граду Диселдорфу.
- 2001 —
  - Јапан усвојио контроверзан закон који дозвољава јапанским оружаним снагама, први пут после Другог светског рата, да буду ангажоване у иностранству као подршка америчким нападима у Авганистану.
  - Под притиском пакистанског председника затворено 12 припадника Исламског милитаристичког покрета ради истраге о оружаном нападу на једну хришћанску цркву, у ком је убијено 16 особа.
- 2015 — Власти НР Кине након 36 година укинуле закон о политици једног детета.

## Рођења
- 1507 — Фернандо Алварез де Толедо, шпански војсковођа, војвода од Албе. (прем. 1582)[1]
- 1891 — Фани Брајс, америчка глумица, комичарка и певачица. (прем. 1951)
- 1897 — Јозеф Гебелс, немачки нацистички политичар. (прем. 1945)
- 1909 — Иван Бек, српски фудбалер. (прем. 1963)
- 1910 — Алфред Џ. Ајер, енглески филозоф и писац. (прем. 1989)
- 1929 — Јевгениј Примаков, руски политичар и дипломата, премијер Русије (1998—1999). (прем. 2015)
- 1940 — Фрида Бокара, француска певачица, победница Песме Евровизије 1969. године. (прем. 1996)[2]
- 1943 — Душан Ивковић, српски кошаркаш и кошаркашки тренер. (прем. 2021)
- 1947 — Ричард Драјфус, амерички глумац.
- 1957 — Ден Кастеланета, амерички глумац.
- 1956 — Миливој Ненин, је српски, универзитетски професор и дописни члан Српске академије наука и уметности.[3]
- 1963 — Џед Брофи, новозеландски глумац.
- 1964 — Стеван Стевановић, српски фудбалски голман.
- 1967 — Игор Первић, српски глумац и музичар. (прем. 2019)
- 1967 — Руфус Суел, енглески глумац.
- 1970 — Едвин ван дер Сар, холандски фудбалски голман.
- 1970 — Филип Коку, холандски фудбалер и фудбалски тренер.
- 1971 — Винона Рајдер, америчка глумица и продуценткиња.
- 1972 — Габријела Јунион, америчка глумица и списатељица.
- 1972 — Ксенија Мијатовић, српска певачица.
- 1973 — Роберт Пирес, француски фудбалер.
- 1974 — Алберт Нађ, српски фудбалер и фудбалски тренер.
- 1974 — Оливер Ковачевић, српски фудбалски голман.
- 1975 — Александра Јефтановић, српска ТВ водитељка.
- 1976 — Милена Гович, америчка глумица, редитељка, музичарка и плесачица.
- 1979 — Игор Дуљај, српски фудбалер и фудбалски тренер.
- 1980 — Бен Фостер, амерички глумац.
- 1981 — Руслан Ротан, украјински фудбалер и фудбалски тренер.
- 1982 — Ахмед ел Шара, сиријски револуционар, војсковођа и политичар
- 1987 — Туве Лу, шведска музичарка.
- 1988 — Ана Фокс, америчка порнографска глумица.
- 1989 — Примож Роглич, словеначки бициклиста и ски скакач.
- 1993 — Индија Ајсли, америчка глумица.
- 1993 — Сара Јовановић, српска певачица.
- 1997 — Ленс Строл, канадски аутомобилиста, возач Формуле 1.

## Смрти
- 1321 — Стефан Урош II Милутин, српски краљ из династије Немањића.
- 1889 — Николај Чернишевски, руски писац, књижевни критичар и револуционар.
- 1911 — Џозеф Пулицер, амерички новински магнат.
- 1932 — Жозеф Бабински, француско-пољски неуролог. (рођ. 1857).
- 1950 — Густав V, шведски краљ.[4]
- 2002 — Драган Малешевић Тапи, српски сликар.
- 2007 — Фране Матошић, хрватски фудбалер. (рођ. 1918)
- 2010 — Војислав Кораћ, српски историчар уметности и академик (рођ. 1924).
- 2014 — Мајкл Сата, председник Замбије
- 2015 — Ранко Жеравица, југословенски и српски кошаркашки тренер (рођ. 1929).[5]

## Празници и дани сећања
- 1923 — Турска проглашена републиком, а генерал Мустафа Кемал Ататурк постао први председник.
- 1969 — Успостављена прва удаљена веза између два компјутера на универзитетима Станфорд и Калифорнија. Тај догађај означава почетак ере Интернета.